# Oláh György (színművész)
Oláh György (Makó, 1923. március 12. – Debrecen, 1997. szeptember 28.) Jászai Mari-díjas magyar színész, a debreceni Csokonai Nemzeti Színház örökös tagja. Leánya Oláh Zsuzsa (1960-) színésznő.

## Életpályája
1941-ben diplomázott. Kispesten, Sopronban, Szabadkán és Székesfehérváron szerepelt. 1942–1943 között Csiky Gergely Színház és Pécsi Nemzeti Színház tagja volt. 1943–1944 között Csokonai Nemzeti Színházban és Gárdonyi Géza Színházban volt látható. 1944–1949 között, valamint 1956–1981 között a debreceni Csokonai Nemzeti Színházban játszott. 1949–1956 között a kecskeméti Katona József Színházban játszott. 1981-ben nyugdíjba vonult.

## Színházi szerepei
- Kacsóh Pongrác: János vitézJános vitéz....Falu csősze; Francia király
- Lope de Vega: A kertész kutyája....Ricardo gróf
- Scserbacsov: Dohányon vett kapitány....Keke
- Skalka: Kecsketej....Franyák
- Gogol: Leánynéző....Sztyepán
- Gogol: A revizor....Pjotr Dobcsinszkij
- Strauss: A denevér....Orlovszky; Frosch
- Strauss: A Cigánybáró....Ottokár; Gyuri
- Szurov: Szabad a pálya....Matvejics
- Pavlenko: Boldogság....Katona
- Fagyejev: Az ifjú gárda....Sztahovics
- Beecher-Stowe: Tamás bátyja kunyhója....Dirks
- Mándi Éva: Hétköznapok hősei....Horvai
- Székely Endre: Aranycsillag....Veres János
- Csiky Gergely: Ingyenélők....Tulipán
- Szigligeti Ede: Liliomfi....Schwartz
- Urbán Ernő: Gál Anna diadala....Sólyom Lajos
- Miljutyin: Szibériai rapszódia (Nyugtalan boldogság)....Szenyka
- Háy Gyula: Az élet hídja....Balázs
- Schubert-Berté: Három a kislány....Gumpelwieser; Novotny
- Farkas Ferenc: Csinom Palkó....Göcs betyár
- Makarenko: Az új ember kovácsa....Toska
- Carlo Goldoni: Hazug....Arlecchino
- Mikszáth Kálmán: A Noszty fiú esete Tóth Marival....Krátky Elemér
- Offenbach: Orfeusz az alvilágban....Kronosz
- Kerekes János: Állami áruház....Glauziusz
- Schenk: Falusi borbély....Tamás gazda
- Klíma: A szerencse nem pottyan az égből....Jirka
- Kornyejcsuk: Ukrajna mezőin....Tarasz
- Lehár Ferenc: Luxemburg grófja....Sir Bazil
- Vincze Ottó: Boci-boci tarka....Csirmáz Ignác
- Jacobi Viktor: Leányvásár....Fritz
- Kálmán: Montmartre-i ibolya....Henry; Frascatti hadügyminiszter; Spagetti
- Kálmán: Csárdáskirálynő....Kaucsianó Bonifác gróf
- Honti Sándor: Három nyuszi kalandjai....Ugrancs
- Donizetti: Csengettyű....Spiridione
- Offenbach: Fortunio dala....Guilleaume
- Török Rezső: Lányok a Dunán....Kovács György
- Sárközi István: A szelistyei asszonyok....Antoine de Marini lovag; Mujkó
- Vincze Ottó: Párizsi vendég....Bandi
- Várkonyi Sándor: Hófehérke és a hét törpe....Mesemondó Gyurka
- Szirmai Albert: Mágnás Miska....Miska; Pixi gróf
- Farkas Ferenc: Zeng az erdő....Vidorka Mátyás
- Móricz-Gyökössy: Pillangó....Tóby Jenő
- Marsak: Bűvös szelence....Öreg favágó
- Nyíri Tibor: Húsosfazék....Borsody
- Carlo Goldoni: Két úr szolgája....Lombardi
- Sheridan: A rágalom iskolája....Benjamin
- Móricz Zsigmond: Légy jó mindhalálig....Gyéres
- Jacobi Viktor: Sybill....Poire; Kormányzó
- Kállai István: Majd a papa....Papa
- William Shakespeare
  - Tévedések vígjátéka....Syracusai Dromio
  - Macbeth....Várkapus
  - A makrancos hölgy....Grumio
- Kohout: Ilyen nagy szerelem....Főpincér
- Lavrenyov: Leszámolás....Petja
- Eisemann Mihály: Bástyasétány 77....Feri bácsi
- Madách Imre: Az ember tragédiája....Első polgár; Első udvaronc; Nyegle; Eszkimó
- Rozov: Boldogság merre vagy?....Leonid
- Wilder: A mi kis városunk....Willard professzor
- Csanak Béla: Váljunk el....Valentin
- Tabi László: Különleges világnap....Lajtos Ernő
- Molière: Tudós nők....Trissotin
- Gribojedov: Az ész bajjal jár....N. úr
- Tamási Áron: Énekes madár....Lukács
- Hervé: Nebáncsvirág....Loriot őrmester
- Tabi László: Esküvő....Zsenda Gyula
- Fall: Madame Pompadour....Maurepas
- Felkai Ferenc: Ismerem magát....Szilas
- Horváth Jenő: A Szabin nők elrablása....Bányai Márton
- Németh László: Az utazás....Forgács
- Dénes Margit: A francia....Janicza Emil
- Móricz Zsigmond: Úri muri....Ködmön András
- Ábrahám Pál: Bál a Savoyban....Musztafa bey; Pomerol
- Behár György: Éjféli találkozás....Jackie
- Ábrahám Pál: Viktória....Jancsi
- Bíró Lajos: Sárga liliom....Bokor Adolf
- Nusic: A gyászoló család....Próka
- Kamondy László: Szöktetés albérletbe, avagy Szemérmes ateisták....Kereki professzor
- Halász Rudolf: Szamárlétra....Ugo Pascutti
- Huszka Jenő: Mária főhadnagy....Biccentő
- Gyárfás Miklós: Lángeszű szerelmesek....Oktáviusz János
- Fényes Szabolcs: Maya....Rudi
- Kerekes Imre: Hadifogoly színjátszóink előadják Kapaszkodj Malvin, jön a kanyar címmel egy háborús esemény hiteles történetét, az igazságnak megfelelően, azzal a szándékkal, hogy a ma jelenlevők lássák, mi történt velünk....Német katona
- Geyer: Gyertyafénykeringő....Gaston
- Kálmán Imre: A cirkuszhercegnő....Tóni
- Garson: Macbird....Lady Makbegy
- Kálmán Imre: Marica grófnő....István
- Danek: Negyven gazfickó meg egy maszületett bárány....Vakarcs
- Dosztojevszkij: Két férfi az ágy alatt....Demjonovics
- Csiky Gergely: Nagymama....Tódorka Szilárd
- Magnier: Mona Marie mosolya....Carlier
- Bizet: Carmen....Remendado
- Georges Feydeau: Bolha a fülbe....Augustin Ferraillon
- Németh László: Csapda....Uvarov
- Csokonai Vitéz Mihály: A méla Tempefői, azaz: Az is bolond, aki poétává lesz Magyarországban....Szuszmir
- Molière: Gömböc úr....II. orvos
- Illés Endre: Hazugok....Gaál Kázmér
- Huszka Jenő: Gül baba....Mujkó
- Sarkadi Imre: Szeptember....Bátori
- Brecht: Koldusopera....Smith
- Mozart: A varázsfuvola....Monostatos
- Juhász István: Félbehagyott nők....Wolf Máriusz
- Szabó Magda: Régimódi történet....Koporsós
- Jonson: Volpone, avagy a pénz komédiája....Corbaccio
- Ödön von Horváth: Kazimir és Karolin....Speer
- Radicskov: Repülési kísérlet....Nagyanyó Lelkecskéje

## Díjai
- Jászai Mari-díj (1966)